# Edgar (Nebraska)
Edgar ist eine Stadt (City) im Clay County im Süden von Nebraska, Vereinigte Staaten. Das U.S. Census Bureau hat bei der Volkszählung 2020 eine Einwohnerzahl von 428 ermittelt.

## Geschichte
Als man Edgar 1872 vermessen hat, wurde auch das erste Postamt eröffnet. Ins Kataster wurde der Ort aber erst im Folgejahr eingetragen. Woher der Name stammt ist umstritten.

## Geografie
Die Stadt liegt ganz im Süden des Countys, an der Grenze zum Nuckolls County. Die nächstgelegene größere Stadt ist Hastings (54 km nordwestlich).

## Verkehr
Der Ort ist vom Norden über den Nebraska Highway 74, im Westen vom Nebraska Highway 14 und vom Süden über den Nebraska Heighway 4 zu erreichen, die alle in unmittelbarer Nähe vorbeiführen.
Der nächstgelegene Flugplatz ist der Hastings Municipal Airport.